# Flossenbürg (hrad)
Flossenbürg je zřícenina románského hradu ve stejnojmenné hornofalcké vesnici Flossenbürg v okrese Neustadt an der Waldnaab v Bavorsku nedaleko českých hranic. Hrad je postaven na granitové skále uprostřed vsi a je celoročně volně přístupný. 

## Poloha
Zřícenina hradu se nachází severozápadně od centra obce Flossenbürg na nejvyšším bodě 732 metrů vysokého kopce Flossenbürger, asi třináct kilometrů východně od města Neustadt an der Waldnaab v Hornofalckém lese nedaleko od české hranice. Hrad je rozdělen na hlavní hrad na skalnatém vrcholu a velký vnější hrad, který se nachází jihovýchodně od vrcholu.
Zřícenina leží v přírodní rezervaci Schlossberg Flossenbürg. Nedaleko na východ jsou zříceniny hradu Schellenberg, severozápadně hrad Haselstein a jižně zříceniny hradu Leuchtenberg.

## Historie
Hrad nechal postavit kolem roku 1100 hrabě Berengar ze Sulzbachu. Zpočátku se skládal pouze z obytné věže s vysokou prstencovou zdí, tzv. plášťem. Přední hrad byl přidán ve 13. století, brány pocházejí ze 16. století.
První písemná zmínka o Flossenbürgu pochází z roku 1125, kdy patřil hraběti Berengarovi I. ze Sulzbachu. Po smrti dalšího z majitelů, bezdětného hraběte Gebharda II., získal hrad roku 1188 císař Fridrich I. Barbarossa. Roku 1212 připadl Flossenbürg dědičně králi Přemyslu Otakarovi I., což mu bylo znovu potvrzeno listinou z roku 1231. Přesto se hradu roku 1253 zmocnil císař Konrád IV., od něhož jej získal jeho tchán, bavorský vévoda Ota. Po dohodě s Přemyslem Otakarem II. se hrad stal opět součástí majetků české koruny, avšak poté byl českými králi často dáván do zástavy.
Roku 1353 vykoupil Flossenbürg Karel IV. od norimberského purkrabího Jana a jeho bratra Albrechta. V roce 1373 přešel jako náhrada na Fridricha Bavorského a o rok později jej do zástavy získal Ota Braniborský. Přestože se králi Jiřímu z Poděbrad podařilo obnovit svůj nárok na tento hrad, již roku 1459 se jej kvůli nedostatku peněz vzdal. V 16. století byl Flossenbürg už považován za ztracené léno.
Během třicetileté války byl hradní komplex v roce 1634 zapálen ustupujícím vojskem Bernharda Sasko-Výmarského. Tehdy hrad definitivně ztratil svůj význam a sloužil okolí jako vítaný zdroj stavebního materiálu. V průběhu dalších let se hrad rozpadal.
Dnes se dochovaly pouze ruiny hradu. V osmdesátých letech 20. století byly zbytky systematicky zakonzervovány. Během restaurátorských a výkopových prací byl objeven klenutý sklep a zbytky pece.
Zřícenina hradu je známým a oblíbeným cílem, zejména kvůli širokému výhledu z hradní věže. Na ochranu okolních bukových lesů s vzrostlými listnatými stromy na skalních a blokových terasách byla v roce 1992 vyhlášena přírodní lesní rezervace Schlosshang o rozloze 21,2 ha. Skalní lomy, v nichž se těžila ušlechtilá žula, byly v provozu přímo pod hradem až do šedesátých let.